# Катерина Бретонська (баронеса Вітре)

Катерина (нар. 5 вересня 1201 — 1237/1240) принцеса Бретані, дочка принца Туару Гі і його дружини, герцогині Бретані Констанції I, дружина барона Вітре Андрія III.

## Життєпис
Катерина народилася 5 вересня 1201 року в сім'ї герцогині Бретані Констанції I і її третього чоловіка Гі. Матір Катерини померла під час появи на світ Катерини і її старшої сестри-близнючки Аліси, Про раннє життя Катерини нічого невідомо. В 1212 році французький король Філіп II влаштував шлюб Катерини і барона Вітре Андрія III. В цьому шлюбі народилось троє дочок які дожили до зрілого віку. Старша дочка Катерини Філіпа, успадкувала володіння батька після смерті брата Андрія IV.

## Сім'я

### Чоловік

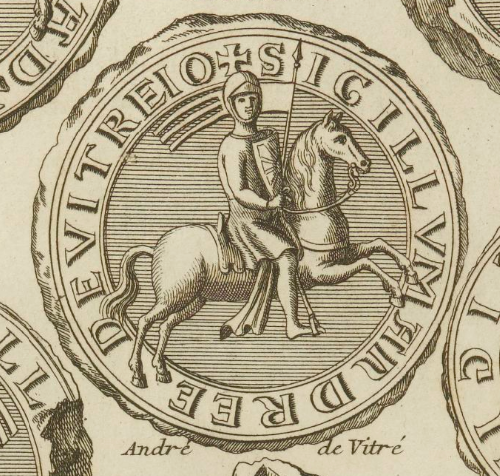
Андрій (1200—1250)

- Андрій
(1200—1250)

### Діти

1 Філіпа (1225—1254)
2 Євстахія (1226—1288)
3 Аліса (1230—?)